# Nyikolaj Nyikolajevics Polikarpov
Nyikolaj Nyikolajevics Polikarpov (oroszul: Николай Николаевич Поликарпов; Orjol, 1892. július 8. – 1944. július 30.) szovjet–orosz repülőgép-tervező. Az 1910-es évektől több jelentős orosz, majd szovjet repülőgép tervezésében részt vett. Az 1930-as években a szovjet vadászrepülőgép-fejlesztés központi alakja. Legismertebb alkotásai az I–15 és I–16 vadászrepülőgépek.

## Életrajza
Egy falusi pap családjában született 1892-ben. Az alapfokú iskolák és az érettségi után a Szentpétervári Műszaki Főiskolán tanult, ahol 1916-ban kapott mérnöki oklevelet. Ezután Igor Szikorszkij munkatársaként kezdett dolgozni az Orosz Balti Vagongyár (RBVZ) repülőgépgyártó üzemében, amellyel azonban már 1910-től munkakapcsolatban állt. A Vagongyárban Polikarpov a gyártást felügyelte. Részt vett az első világháborús orosz repüléstechnika egyik legjelentősebb alkotásának számító Ilja Muromec bombázó tervezésében és építésében.
1918-ban az egykori Duksz repülőgépgyárból létrehozott 1. sz. Állami Repülőgépgyár (GAZ–1) műszaki vezetőjévé nevezték ki, ahol a  francia SPAD VII vadászrepülőgép licenc-gyártásának megszervezése volt a feladata. Munkatársaival 1923-ban ott készítette el első repülőgépe, az IL–400 terveit. Egyúttal ez volt az első hazai tervezésű szovjet vadászrepülőgép is. A 400 LE-s Liberty-motorral felszerelt IL–400 (más típusjelzéssel, a feladatkör alapján az isztrebityel, azaz „vadász” szóra utalva: I–1) 1923. augusztus 23-án repült először, maximális sebessége elérte a 265 km/h-t. Csak kis sorozatban gyártották, 33 példány készült belőle.
Két évvel később, 1925-ben Polikarpovot a 25. sz. Repülőgépgyár tervezőirodájának a vezetőjévé nevezték ki. Irányításával és munkatársa, Dmitrij Grigorovics közreműködésével ott tervezték és építették meg a kétfedelű DI–1 és DI–2, valamint az I–3 vadászrepülőgépet. A kétfedelű I–3 vadászrepülőgépbe 500 LE-s, vízhűtéses soros motort építettek. A motor nagy tömege miatt azonban a repülőgép legnagyobb sebessége csak 283 km/h lett, és a manőverezőképessége is elmaradt a várakozásoktól. Maga a konstrukció viszont jónak bizonyult, ezért döntés született a továbbfejlesztéséről.
1926–1928 között Polikarpov az U–2 repülőgép tervein dolgozott. A később igen nagy sorozatban gyártott U–2-t 1945 után Polikarpov tiszteletére Po–2-re nevezték át. Következő típusa a csillagmotoros I–5 vadászrepülőgép volt, amely 1940-ig a szovjet légierő alapvető vadászrepülőgép-típusa volt. Ennek felderítő változata volt az R–5 (a jelzés a razvedcsik, azaz „felderítő” szót takarja). Az I–3-on alapuló I–5 mérföldkövet jelentett a szovjet vadászrepülőgép-építésben. Alapos tervezőmunkával és kísérletekkel jelentősen csökkentették a repülőgép szerkezeti tömegét, és a törzs homlokellenállását. Az orr-részbe beépített, 480 LE-s M–22 csillagmotor légellenállásának csökkentésére a motor hengerkoszorúja körüli áramlást javító Townend-gyűrűt alkalmazták. A jól sikerült konstrukció kiváló manőverezőképességet biztosított, és a következő Polikarpov-konstrukciók alapjává vált.
A sztálini politikai tisztogatások alatt, 1929 októberében letartóztatták és halálra ítélték, a halálbüntetést azonban nem hajtották végre. Két évvel később, 1931-ben 10 év kényszermunkára ítélték, és áthelyezték az NKVD felügyelete alatt, a Butirka utcai börtönben működő CKB–39 tervezőirodába. 1931 júliusában azonban a Polikarpov repülőgépeivel elégedett Sztálin parancsára amnesztiával szabadlábra helyezték.
1931 májusában a CAGI Központi Tervezőirodája (CKB) Pavel Szuhoj vezette 3-as csoportjának helyettes vezetője lett. 1933-ban a CKB-n belül a Szergej Iljusin vezetése alatti 39. sz. Állami Repülőgépgyár mellett működő 2-es csoport vezetőjévé nevezték ki. Polikarpov irányításával ebben az időszakban tervezték meg a tervezőiroda hírnevessé vált kétfedelű vadászrepülőgépeit, az I–15-öt (1934), az I–152-t (vagy I–15biszt), az I–153-at (1939), valamint az I–16, az I–17 és az I–80 alsószárnyas vadászrepülőgépet. 1938-tól Polikarpovnak már saját tervezőirodája volt, amely kivált a CAGI-ból, és az Andrej Tupoljev vezetése alatt álló 156. sz. repülőgépgyár területén működött. Az 1930-as évek végén kezdett el Polikaprov tervezőirodájában dolgozni Artyom Mikojan és Mihail Gurevics is, akik a második világháborút követő évtizedekben a szovjet vadászrepülőgép-fejlesztés meghatározó párosává váltak.
1939-ben Németországba küldték az ottani repülőgépipar tanulmányozására. Polikarpov távollétét kihasználva Pavel Voronyin, a kísérleti üzem vezetője és Pjotr Gyementyjev (későbbi repülőgépipari miniszter) kiszervezte a tervezőiroda egy részét a legjobb konstruktőrökkel (pl. Mihail Gureviccsel). Ők ketten egy új tervezőcsoportot hoztak létre Artyom Mikojan vezetésével, egyúttal rájuk bízták Polikarpov I–200-as vadászrepülőgépének további fejlesztési munkálatait. Polikarpov még németországi utazása előtt adta be jóváhagyásra a Repülőgépipari Népbiztosságra a gép tervdokumentációját; később ebből lett a Mikojan-tervezőiroda első gépe, a MiG–1. Polikarpov tervezőirodája gyakorlatilag megszűnt a távollétében, kísérleti üzeméből megalakították az 51. sz. Állami Repülőgépgyárat (GAZ–51), amely azonban nem rendelkezett jelentős gyártási kapacitással. Hamarosan ennek a területére költözött be Pavel Szuhoj tervezőirodája, a később OKB–51 tervezőiroda, amely napjainkban is ott működik.
Visszatérése után, 1940-ben Polikarpov megépítette az I–185 vadászrepülőgépet, amely sebességben az összes akkori német vadászrepülőgépet felülmúlta. Sorozatgyártására azonban nem került sor. Polikarpov 1943-ban a Moszkvai Repülési Egyetem professzora lett. Repülőgépeiért 1941-ben és 1943-ban Sztálin-díjat kapott, 1940-ben pedig megkapta a Szocialista Munka Hőse kitüntetést.
Gyomorrákban halt meg 1944-ben. Sírja Moszkvában, a Novogyevicsi temetőben található. Róla nevezték el Moszkva egyik utcáját. A Szuhoj-tervezőiroda területén emlékművet állítottak a tiszteletére. Az egykori lakásának helyet adó Malij Patriasij utcai épületen, valamint a Moszkvai Repülési Egyetem főépületének falán az emlékét őrző táblát helyeztek el. Ugyancsak róla nevezték el a Pamír-hegység egyik csúcsát.